# Список музеїв Болгарії
На цій сторінці представлено неповний список музеїв Болгарії.

## Археологічні музеї
| Назва                                       | Фото | Місто           | Рік заснування |
| ------------------------------------------- | ---- | --------------- | -------------- |
| Археологічний музей у Бургасі               |      | Бургас          | 1912           |
| Варненський археологічний музей             |      | Варна           | 1886           |
| Музей «Великий Преслав»                     |      | Великий Преслав | 1906           |
| Національний археологічний інститут і музей |      | Софія           | 1892           |
| Археологічний музей у Несебрі               |      | Несебир         | 1994           |
| Регіональний археологічний музей у Пловдиві |      | Пловдив         | 1882           |
| Санданський археологічний музей             |      | Санданський     | 1936           |
| Археологічний музей у Септемврі             |      | Септемврі       | 1995           |
| Археологічний музей у Созополі              |      | Созополь        | 1961           |

## Етнографічні музеї
| Назва                                                        | Фото | Місто     | Рік заснування |
| ------------------------------------------------------------ | ---- | --------- | -------------- |
| Етнографічний музей у Бургасі                                |      | Бургас    | 1912           |
| Етнографічний музей у Берковиці                              |      | Берковиця | 1971           |
| Етнографічний музей у Варні                                  |      | Варна     | 1974           |
| Етнографічний комплекс «Драсова та Рашова хати»              |      | Ловеч     | 1976           |
| Етнографічний музей «Дунайське рибальство та човнобудування» |      | Тутракан  | 1974           |
| Пловдивський обласний етнографічний музей                    |      | Пловдив   | 1917           |
| Капанський архітектурно-етнографічний комплекс               |      | с. Садина | ?              |

## Історичні музеї
| Назва                        | Фото | Місто     | Рік заснування |
| ---------------------------- | ---- | --------- | -------------- |
| Історичний музей у Батаку    |      | Батак     | 1956           |
| Історичний музей (Ботевград) |      | Ботевград | 1937           |
| Історичний музей у Бургасі   |      | Бургас    | 1981           |
| Історичний музей у Русе      |      | Русе      | 1904           |
| Шуменський історичний музей  |      | Шумен     | 1904           |

## Військово-історичні музеї
| Назва                            | Фото | Місто   | Рік заснування |
| -------------------------------- | ---- | ------- | -------------- |
| Музей авіації у Пловдиві         |      | Пловдив | 1991           |
| Парк-музей «Владислав Варненчик» |      | Варна   | 1925           |
| Військово-морський музей (Варна) |      | Варна   | 1923           |

## Художні музеї
| Назва                                           | Фото | Місто | Рік заснування |
| ----------------------------------------------- | ---- | ----- | -------------- |
| Національна художня галерея                     |      | Софія | 1948           |
| Квадрат 500                                     |      | Софія | 1985           |
| Софійський арсенал                              |      | Софія | 2011           |
| Склеп храма-пам'ятника св. Олександра Невського |      | Софія | ?              |
| Музей соціалістичного мистецтва                 |      | Софія | 2011           |
| Міська художня галерея Варни                    |      | Варна | 1944           |

## Будинок-музеї
| Назва                           | Фото | Місто       | Рік заснування |
| ------------------------------- | ---- | ----------- | -------------- |
| Будинок-музей «Димчо Дебелянов» |      | Копривштиця | 1957           |
| Будинок-музей «Іван Вазов»      |      | Софія       | 1926           |

## Природознавчі музеї
| Назва                                         | Фото | Місто          | Рік заснування |
| --------------------------------------------- | ---- | -------------- | -------------- |
| Національний музей «Земля і люди»             |      | Софія          | 1986           |
| Екомузей з акваріумом                         |      | Русе           | 2014           |
| Софійський національний музей природознавства |      | Софія          | 1889           |
| Котелський природознавчий музей               |      | Котел          | 1952           |
| Регіональний природничий музей (Пловдив)      |      | Пловдив        | 1960           |
| Природничий музей (Черний Осим)               |      | с. Черний Осим | 1956           |

## Тематичні музеї
| Назва                     | Фото | Місто         | Рік заснування |
| ------------------------- | ---- | ------------- | -------------- |
| Музей мозаїк (Девня)      |      | Девня         | 1976           |
| Музей кислого молока      |      | Студен-Ізворі | 2006           |
| Музей гарбуза             |      | Севлієво      | 2012           |
| Музей вина                |      | Плевен        | 2008           |
| Музей гірництва           |      | Перник        | 1986           |
| Національний музей освіти |      | Габрово       | 1974           |
| Музей солі                |      | Поморіє       | 2002           |